# Burg Klinge
Die Burg Klinge, in früheren Zeiten Siglindisburg genannt, ist eine abgegangene kleine Höhenburg auf einem steilen Sporn bei 320 m ü. NN südlich von Mackenzell einem heutigen Ortsteil der Stadt Hünfeld im Landkreis Fulda in Hessen.

## Lage
Der sich unmittelbar im ansteigenden Waldsaum auf der linken Uferseite der Nüst befindliche Burgstall liegt auf halber Strecke Richtung des Ortes Silges und etwa mittig zwischen der nordwestlich sich befindenden Wüstung Klinge Richtung Mackenzell und dem südwestlich davon liegenden Röllberg in Richtung Silges. Das Gebiet nördlich zwischen dem Mühlgraben und der Nüst mit seinem Feuchtgebiet und zwei Teichen ist als Naturschutzgebiet Nüsttal bei Mackenzell ausgewiesen.
Die ehemalige Burganlage weist noch einen Halsgraben auf, der den Sporn von der dahinterliegenden Höhe abtrennt. Reste von Gebäudefundamenten und der Ringmauer sind noch schwach im Gelände auszumachen.

## Geschichte
Der Burgstall wurde erst um 1560 urkundlich erwähnt. Die Erbauung wird ins 11. Jahrhundert gelegt. Man vermutet, dass sie von einer Seitenlinie der Herren von Mackenzell oder als Wegekontrolle durch Fuldaer Äbte angelegt worden ist. Genaue urkundliche Belege fehlen.